# Kay A. Orr

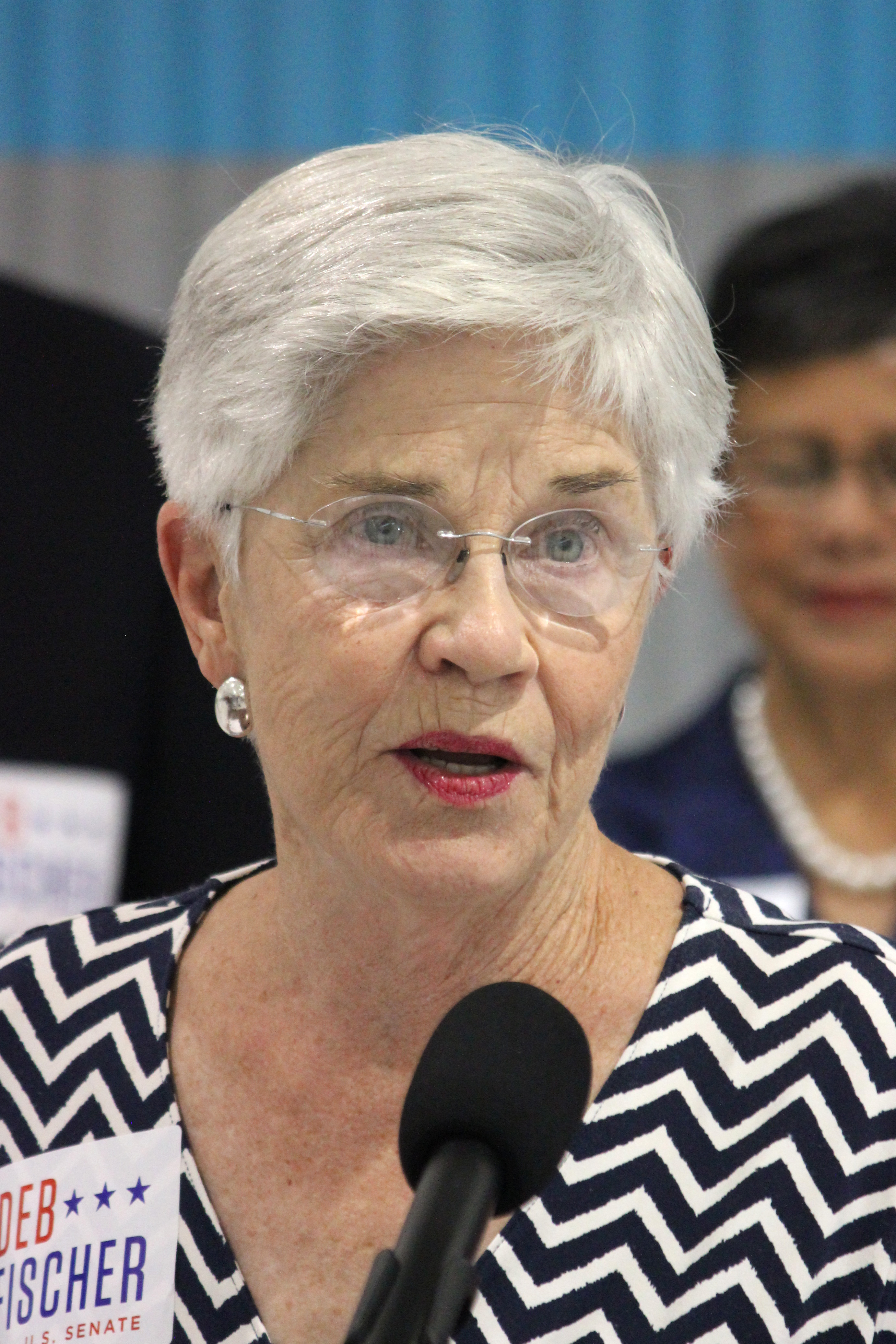
Kay A. Orr (2017)

Kay Auonne Orr (* 2. Januar 1939 in Burlington, Iowa) ist eine US-amerikanische Politikerin. Sie war von 1987 bis 1991 Gouverneurin des Bundesstaates Nebraska.

## Leben
Kay Orr wurde als Kay Auonne Stark geboren. Nach der Schule besuchte sie die University of Iowa. Im Jahr 1963 zog sie nach Lincoln in Nebraska, wo sie sehr schnell in der Republikanischen Partei Fuß fasste. Bald war sie in Nebraska eine bekannte politische Größe. Zwischen 1976 und 1988 war sie Delegierte auf allen Bundesparteitagen ihrer Partei. Zwischen 1981 und 1986 fungierte sie als Finanzministerin (Treasurer) von Nebraska.

## Politik
Im Jahr 1986 wurde Kay Orr zum 37. Gouverneur von Nebraska gewählt, wobei sie sich mit 53:47 Prozent der Stimmen gegen die Demokratin Helen Boosalis, ehemals Bürgermeisterin von Lincoln, durchsetzte. Sie war die erste Frau in diesem Amt. Außerdem war sie die erste Frau, die als Republikanerin in ein Gouverneursamt gewählt wurde. Ihre Amtszeit verlief ohne besondere Vorkommnisse. Im Jahr 1990 unterlag sie in den Gouverneurswahlen dem Demokraten Ben Nelson.
Nach dem Ende ihrer Amtszeit blieb Orr politisch aktiv. Sie war Mitglied einer Arbeitskommission des US-Landwirtschaftsministeriums und gehörte dem Beraterkreis von Präsident George W. Bush an. Sie ist mit Bill Orr verheiratet, mit dem sie zwei Kinder hat.